# Большой Альпинистский Марафон
БАМ Russialoppet (Большой Альпинистский Марафон) — ежегодные соревнования по лыжным гонкам, проводимые в 40 км от Иркутска в районе станции ВСЖД «Огоньки» Иркутской области, Россия. В марафоне принимают участие как профессиональные спортсмены, так и любители. Лыжный марафон является этапом Кубка БАМ, в который входит также БАМ -веловерсия и БАМ Скоростное восхождение на пик Черского. Большой Альпинистский Марафон включён в состав Кубка лыжных марафонов России — Russialoppet.

## История
История Большого Альпинистского Марафона берет начало на старте 70-х годов прошлого столетия, когда сильнейшие альпинисты Иркутской области решили испытать свои силы в лыжных дисциплинах. Для воплощения этой идеи в жизнь Прибайкальской тайге в 40 км от Иркутска в районе станции ВСЖД «Огоньки» была разработана специальная трасса длиной 35 км. 
В разные времена организаторами соревнований выступали разные частные лица и организации. Наиболее заметной из них был клуб альпинистов и скалолазов «Витязь». При его непосредственной поддержке марафон приобрел популярность не только среди любителей лыжных прогулок, но и среди спортсменов, занимающихся лыжными гонками на серьезном уровне.
В 1981 году альпинистами было принято решение об увеличении соревновательной дистанции до 50 км, а сам марафон получил название Большого Альпинистского. В 1985 году после трагической смерти друга организаторов соревнований, одного из сильнейших альпинистов Иркутской области – марафон получил в свое название скорбное дополнение – памяти Виктора Пономарчука. А спортсмены – альпинисты, пришедшие на финиш дистанции, стали получать зачет в альпинистскую книжку.
На протяжении долгого времени из-за нехватки материальной базы подготовка дистанции осуществлялась при участии самих лыжников в тяжелейших условиях.

Живая легенда Большого Альпинисткого Марафона Геннадий Бура:

А как мы готовили трассу! Это целая история. Никакой специальной техники у нас и в помине не было. «Тропили» трассу прямо так, лыжами. Вот и получается, марафон пробежал 36 раз, а сколько раз вместе с товарищами мы его прошли в процессе подготовки – не сосчитать.
— Интервью в газете "Ангарские ведомости" 7 марта 2018 года
В 1983 году значительному изменению подвергся маршрут, по которому пролегала соревновательная дистанция марафона. Отныне он пролегал по 28 км кругу, что увеличило дистанцию до 56 км. Несмотря на опасения организаторов, увеличение дистанции не повлияло негативным образом на популярность мероприятия. Напротив, к опытным альпинистам и лыжникам примыкали все новые и новые участники.
В 1999 году среди прочих марафон начинает поддерживать ЗАО «СтройКомплекс». А уже с 2000 года компания полностью берет на себя организацию и содержание БАМа.
В 2004 году соревнование уже стабильно набирало популярность и среди профессиональных лыжников-гонщиков, которым была нужна современная и хорошо подготовленная трасса. В связи с этим был изменён маршрут марафона. Он стал пролегать, избегая участков с наледями и пересечением с зимними автомобильными дорогами. Трасса, основной участок которой проходил по Олхинскому плато, стала технически более сложной – суммарный набор высоты – 1220 м. Длина дистанции изменилась незначительно – снизилась до 52 км.
В 2007 году Большой Альпинистский Марафон памяти В. Пономарчука включён в состав Кубка лыжных марафонов России – Russialoppet.

Чемпион Всемирной зимней Универсиады в Харбине Алексей Черноусов:

Я бежал марафоны в десятках городов - как в России, так и за рубежом. Могу точно сказать: БАМ - один из лучших стартов в Сибири, да и всей страны. Вот в моём родном Новосибирске местный марафон, увы, проводится на куда
менее высоком уровне. Если сравнивать с Европой, то здесь верх пока берут зарубежные турниры, но разница в классе минимальна. Например, знаменитый «Кайзер Максимилиан» в Австрии обходит БАМ лишь по уровню медийности и количеству профессиональных участников. Да, там упор сделан на участии профессиональных лыжников, на БАМе рады всем - от «зубров» до новичков. В остальном особой разницы я не вижу.
— Интервью в газете "Ангарские ведомости" 22 февраля 2017 года
В 2017 году в лыжном марафоне БАМ Russialoppet приняли участие члены  паралимпийской сборной России, в составе которой в "Огоньках" выступали чемпионы и призёры Паралимпийских игр в Сочи.
В 2017 году министерство Иркутской области доверило оргкомитету серии "Марафоны БАМ" проведение центрального старта регионального этапа Всероссийской лыжной гонки "Лыжня России".
Оргкомитет серии "Марафоны БАМ" проводит 6 собственных спортивных мероприятий. Помимо Лыжного марафона БАМ Russialoppet это Ангарский марафон, Стройкомплекс 
БАМ Ангарский кросс-кантри триатлон, БАМ Скоростное восхождение на пик Черского,Стройкомплекс ВелоБАМ и Ночная гонка Молодой Луны.

## Дистанции
Дистанция основной гонки составляет 50 км классическим стилем.
«Марафон – 50 км»  Включает в себя: подъем от места старта 3,7 км (с набором высоты 192 м), 3 круга (круг 14,0 км), спуск к финишу. Суммарный набор высоты на дистанции 1220 м Перепад высот 230 м.
«Лайт-марафон – 36 км»  Включает в себя: подъем от места старта 3,7 км (с набором высоты 192 м), 2 круга (круг 14,0 км), спуск к финишу. Суммарный набор высоты на дистанции 880 м Перепад высот 230 м.
«Мини-марафон – 22 км»  Включает в себя: подъем от места старта 3,7 км (с набором высоты 192 м),  круг 14,0 км, спуск к финишу. Суммарный набор высоты на дистанции 540 м Перепад высот 230 м.

### Численность и победители
| ДАТА | КОЛИЧЕСТВО УЧАСТНИКОВ | ПОБЕДИТЕЛЬ           | ГОРОД            | ВРЕМЯ   |
| ---- | --------------------- | -------------------- | ---------------- | ------- |
| 2004 | 143                   | Антон Шевченко       | Иркутск          | 2:47.17 |
| 2004 | 143                   | Инга Перминова       | Иркутск          | 3:15.25 |
| 2005 | 224                   | Руслан Бочаров       | Иркутск          | 2:38:10 |
| 2005 | 224                   | Елена Тюрина         | Гусиноозерск     | 3:19:10 |
| 2006 | 199                   | Виталий Чернов       | Шелехов          | 2:55:03 |
| 2006 | 199                   | Инга Перминова       | Иркутск          | 3:16:22 |
| 2007 | 268                   | Вячеслав Бурлаков    | Улан-Удэ         | 2:41:43 |
| 2007 | 268                   | Марина Филиппова     | Иркутск          | 3:14:20 |
| 2008 | 306                   | Дмитрий Будагаев     | Иркутск          | 2:58:07 |
| 2008 | 306                   | Мария Власова        | Улан-Удэ         | 3:35:35 |
| 2009 | 276                   | Иван Свешников       | Братск           | 2:44:58 |
| 2009 | 276                   | Анастасия Бурченкова | Улан-Удэ         | 3:25:15 |
| 2010 | 322                   | Андрей Тодоров       | Иркутск          | 2:50:40 |
| 2010 | 322                   | Евгения Марютина     | Ангарск          | 3:15:15 |
| 2011 | 319                   | Илья Пикалов         | Новокузнецк      | 2:38:50 |
| 2011 | 319                   | Ксения Чернова       | Шелехов          | 3:16:55 |
| 2012 | 318                   | Андрей Тодоров       | Бирюсинск        | 2:34:45 |
| 2012 | 318                   | Надежда Шуняева      | Ангарск          | 3:04:30 |
| 2013 | 331                   | Евгений Иванченко    | Иркутск          | 2:36:00 |
| 2013 | 331                   | Евгения Марютина     | Ангарск          | 3:14:18 |
| 2014 | 329                   | Денис Селянкин       | Ангарск          | 3:03:55 |
| 2014 | 329                   | Елена Мизонова       | Красноярск       | 3:32:15 |
| 2015 | 330                   | Евгений Иванченко    | Иркутск          | 2:39:39 |
| 2015 | 330                   | Елена Кравченко      | Иркутск          | 3:15:55 |
| 2016 | 376                   | Алексей Черноусов    | Новосибирск      | 2:40:57 |
| 2016 | 376                   | Наталья Файфер       | п. Усть-Баргузин | 3:46:51 |
| 2017 | 488                   | Евгений Иванченко    | Иркутск          | 2:30:25 |
| 2017 | 488                   | Вера Огарко          | Новосибирск      | 3:03:02 |
| 2018 | 489                   | Антон Шевченко       | Красноярск       | 2:39:26 |
| 2018 | 489                   | Варвара Прохорова    | Электроугли      | 3:10:34 |